# Charles "Hungry" Williams
Charles "Hungry" Williams (New Orleans, 12 februari 1935 – 10 mei 1986) was een Amerikaanse rhythm-and-bluesdrummer, vooral bekend om de innovatieve en invloedrijke techniek die hij gebruikte op talloze opnames die in de jaren 1950 en 1960 uit New Orleans kwamen.

## Jeugd
Williams werd op 12 februari 1935 geboren in het Charity Hospital in New Orleans, als zoon van bouwvakker Henry Sr. en Beatrice Henderson. Volgens de Amerikaanse volkstelling van 1940 woonde het gezin in de 2e wijk van New Orleans, op 2522 Howard Avenue. Charles Williams was de tweede zoon in het gezin, met drie broers en een zus, Henry Jr., Clifford, Lloyd en Mary Alice. Hij zei dat zijn moeder veel zong omdat ze naar de kerk ging, en dat zijn vader van dansen hield. Henry, Jr. speelde gitaar en jongere broer Lloyd speelde drums. Williams vertelde dat "sinds ik groot genoeg was om mezelf te kennen, ik altijd op iets sloeg, blikjes of iets dergelijks." Williams begon met drummen in zijn vroege tienerjaren toen hij op school in het Municipal Boys Home zat, waar zijn leraar hem trompetles gaf, omdat Louis Armstrong daar ook gezeten had.

## Carrière
Williams begon met drummen bij het trio van Professor Longhair. Williams had zelf nog geen drumstel, maar speelde op het instrument van Longhairs vorige drummer Milton Stevens. Bij Fats Domino werd hij sterk beïnvloed door het spel van diens drummer Cornelius "Tenoo" Coleman. Later zou Williams deel gaan uitmaken van de band, die te horen is op de plaatopnames van Domino. In het begin van de jaren vijftig voegde Williams zich bij de band van pianist Paul Gayten, waar hij o.a. speelde met saxofonist Lee Allen, Huey "Piano" Smith en zanger-saxofonist Robert Parker. Williams vervolgde zijn carrière in de Tiajuana club, waar hij kon spelen op het drumstel van de eigenaar van de club, die alle instrumenten bezat. De huisband van de club bestond uit Huey Smith, Robert Parker en de blinde zanger-gitarist Billy Tate.In die club ontmoette Williams zijn vrouw, die daar achter de bar stond. Zij kocht voor hem een Ludwig drumsets voor 725 dollar, waarmee hij op tournee ging met Lloyd Price.
Williams eerste werk als studiomuzikant was in juni 1953 toen Huey Smith "You Made Me Cry" en "You're Down With Me" opnam voor Savoy Records in de J&M Studio van Cosimo Matassa. De opnames hadden Smith op piano en zang, Lee Allen op sax, Billy Tate op gitaar, Roland Cook op bas en Williams op drums. In december 1955 schreef en speelde Huey Smith piano op Williams eerste single (op drums en zang) voor Checker Records "Mary Don't You Weep, Mary Don't You Moan", met op de B-kant Williams compositie "So Glad She's Mine". Paul Gayten, destijds de New Orleanse A&R-man voor Chess Records en sublabel Checker, regelde de sessie. Gayten organiseerde in maart 1957 een nieuwe sessie toen Williams "Darling" opnam, gekoppeld aan "So Worried". Drie nummers van een sessie uit juni 1958, "Rhythmatic Rhythm", "I Cried All The Way Home" en "What Can I Do", bleven tot 1984 onuitgebracht en verschenen toen op Chess: New Orleans R&B.
Huey Smith nam in juni 1957 zijn hit "Rockin' Pneumonia and the Boogie Woogie Flu" (#5 in de R&B-hitlijst van Billboard en #52 in de pop-hitlijst) op voor Ace Records. Williams voegde zijn kenmerkende polyritmische drumwerk toe aan dat nummer en ook aan Smiths hit uit 1958 "Don't You Just Know It", met op de B-kant "High Blood Pressure" (#4 op de R&B-hitlijst en #9 op de pop-hitlijst).

## Studiowerk
Williams werd de studiodrummer van de huisband van de J&M studio toen Earl Palmer in 1957 Los Angeles verruilde voor New Orleans. Tussen 1957 en 1959 was Williams de belangrijkste studiodrummer van New Orleans. Gebruikmakend van zijn 'double clutch'-stijl, onderstreepten en verbeterden zijn voortstuwende ritmes honderden platen op verschillende labels met artiesten als Fats Domino, Paul Gayten, Professor Longhair, Mickey en Sylvia, Smiley Lewis, Hank Ballard and the Midnighters's, Art Neville, Bobby Mitchell, Frankie Ford, Allen Toussaint, Earl King, Bobby Charles, Chris Kenner, Roy Brown, Dave Bartholomew, Lee Allen en tientallen anderen.

## Drumstijl
De stijl van Williams drumwerk werd funky genoemd, naar het funky dansritme. Hij speelde tweeëndertigste noten met mijn linkerhand en begon met "double clutchin' " met zijn voeten op de basdrum, in een stijl tussen calypso en funk in.

## Overig
Williams kreeg zijn bijnaam "Hungry" - soms ook "Double Order" - van een kok van de "Dew Drop Inn", waar Williams in het café altijd dubbele porties bestelde. Fats Domino noemde hem "Valet" in de periode, dat hij allerlei klusjes in de J&M studio uitvoerde.
Charles “Hungry” Williams stierf op 10 mei 1986 in New York na jaren van strijd tegen de botziekte van Paget, een verlammende beenmergziekte.